# Ярви, Пааво
Па́аво Я́рви (эст. Paavo Järvi; род. 30 декабря 1962, Таллин) — эстонско-американский дирижёр, сын Неэме Ярви.

## Биография

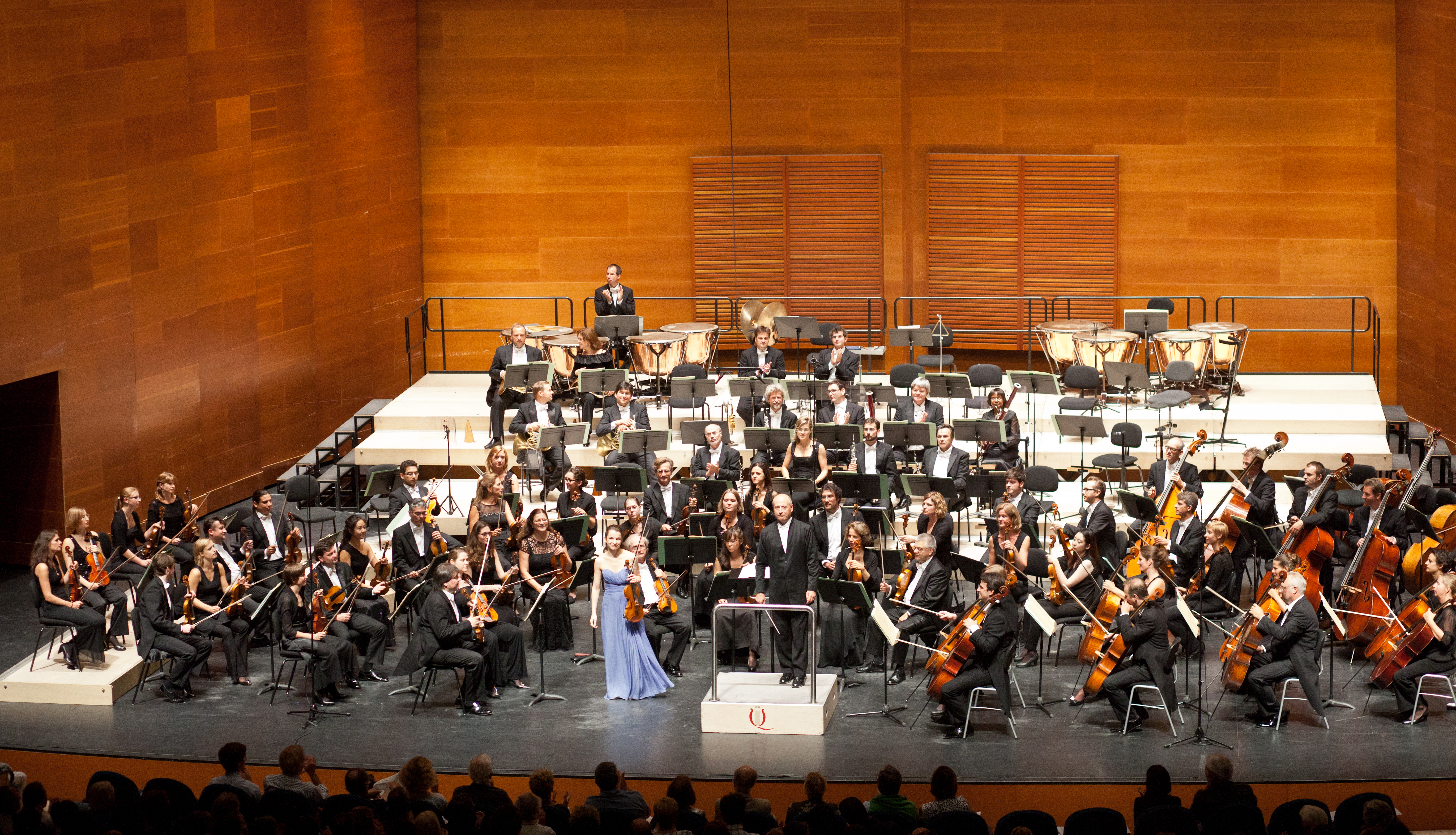
Пааво Ярви и Симфонический оркестр Франкфуртского радио

Пааво Ярви начал заниматься музыкой в Эстонии. Он изучал дирижирование и игру на ударных инструментах в Таллинской школе музыки. Некоторое время выступал в качестве ударника одной из эстонских рок-групп. Когда в 1980 году его семья переехала в США, Ярви продолжил обучение в Кёртисовском институте музыки и Лос-Анджелесском филармоническом институте под руководством Леонарда Бернстайна. Вскоре его начали приглашать ведущие оркестры Америки, Европы и Азии. Он занял должность главного приглашённого дирижёра в Стокгольмском и Бирмингемском симфонических оркестрах.
С 1994 по 1997 год Ярви был главным дирижёром Симфонического оркестра Мальмё. В сентябре 2001 года он стал музыкальным директором Симфонического оркестра Цинциннати. С 2004 года возглавляет Бременский камерный оркестр. С 2006 года он является главным дирижёром Симфонического оркестра Франкфуртского радио. Осенью 2010 года Пааво Ярви также возглавил Оркестр Парижа.
Репертуар Пааво Ярви охватывает произведения от классицизма до современной музыки (Арво Пярт, Эрки-Свен Тюур, Лепо Сумера, Эдуард Тубин), также выступает как дирижёр симфонического оркестра в концертах некоторых рок-групп. Записал все симфонии Бетховена (с Бременским камерным оркестром), Шумана (с Бременским камерным оркестром), Брукнера (с Симфоническим оркестром Франкфуртского радио), произведения Густава Малера, Яна Сибелиуса, Сергея Прокофьева, Дмитрия Шостаковича.

## Награды
- 2004 — Премия «Грэмми» в номинации «Лучшее хоровое исполнение» за запись кантат Сибелиуса
- 2012 — Командор ордена искусств и литературы[1]
- 2013 — Орден Белой звезды III степени[2]
- 2021 — Крест «За заслуги» II класса (Министерство иностранных дел Эстонии)[3]